# Guns and Guitars
Pour plus de détails, voir Fiche technique et Distribution.
Guitares et Lassos (titre original : Guns and Guitars) est un western américain réalisé par Joseph Kane, sorti en 1936.

## Synopsis
La bande de Dave Morgan tente de voler un troupeau de bœufs dans un train, tuant le shérif Miller lors de l'opération. Gene Autry remplace le shérif.

## Fiche technique
- Titre : Guitares et lassos
- Titre original : Guns and Guitars
- Réalisation : Joseph Kane
- Superviseur : Robert M. Beche
- Scénario : Dorrell McGowan, Stuart E. McGowan
- Photographie : Ernest Miller
- Montage : Lester Orlebeck
- Musique : Hugo Riesenfeld, Milan Roder
- Supervision musicale : Harry Grey
- Chansons : Gene Autry, Smiley Burnette, Oliver Drake
- Producteur : Nat Levine, Robert M. Beche, Herbert J. Yates
- Société de production : Republic Pictures
- Société(s) de distribution : Republic Pictures (États-Unis), Empire Films Ltd. (Canada), British Lion Film Corporation (Royaume-Uni)
- Pays de production :  États-Unis
- Langue : Anglais américain
- Lieux de tournage : Garner Valley, Californie
- Format : Noir et blanc — 35 mm — 1,37:1 — Son : Mono
- Genre : Western
- Durée : 57 minutes
- Date de sortie :
  - États-Unis : 22 juin 1936

## Distribution
- Gene Autry : Gene Autry / Tex Smith
- Smiley Burnette : Frog Millhouse
- Dorothy Dix : Marjorie Miller
- Earle Hodgins : Docteur Parker
- J. P. McGowan : Dave Morgan
- Tom London : Connor
- Charles King : Sam
- Franky Marvin : Shorty
- Eugene Jackson : Eightball
- Jack Rockwell : Shérif Miller
- Ken Cooper : Adjoint Clark
- Tracy Layne : Ed
- Wes Warner : Al
- Jack Kirk : Dan
- Art Davis : Art
- Jim Corey : Buck
- Al Taylor : Red
- Frank Stavenger : Joe
- Jack Don : Sing Lee
- Bob Burns : Jenkins
- Harrison Greene : Le vétérinaire
- Pascale Perry : Frank Hall
- Horace B. Carpenter : L'ivrogne
- Oscar Gahan : Le violoniste